# August De Boodt
August De Boodt (Zuienkerke, 30 dicembre 1895 – Turnhout, 21 marzo 1986) è stato un politico belga.

## Biografia
De Boodt ottenne il suo dottorato di ricerca nel 1921 come Ingegnere agricolo presso Katholieke Universiteit Leuven. È stato presidente del club studentesco di KU Leuven, Moeder Meense.
È stato senatore dal 1936 al 1968 e Ministro della Ricostruzione tra il 15 agosto 1950 e il 15 gennaio 1952.
Sua Santità Papa Pio XII, ha ricevuto il Ministro De Boodt nel Palazzo Apostolico per un'intervista e un'udienza speciale, lunedì 4 giugno 1951. Pio XII ha espresso soddisfazione per il fatto che il Ministro De Boodt abbia accettato il suo invito personale a partecipare alla beatificazione di Papa Pio X. Alla fine, il Papa, Pio XII, ha dato la sua benedizione papale al Ministro De Boodt.
De Boodt è il bisnonno dell'attore Cedric Tylleman.